# تایر بیراهه‌نوردی

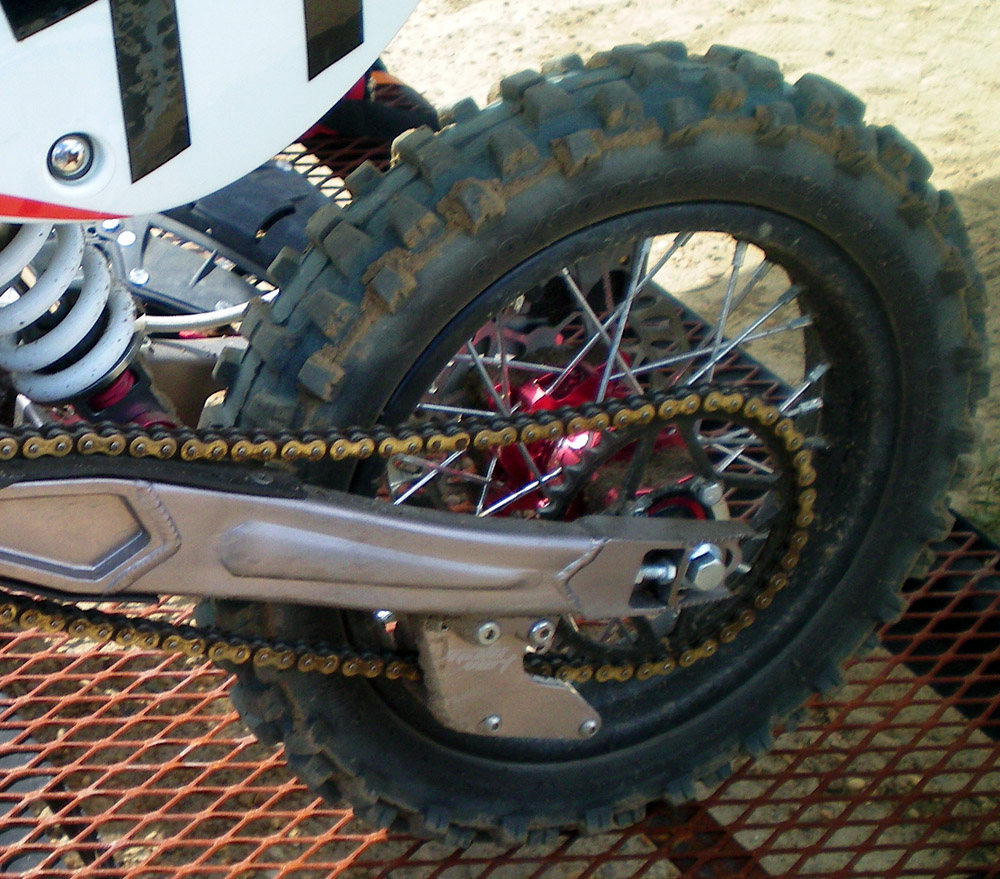
تایر دندانه‌دار موتورت ۲۰۰۸ برای یک موتور پیت.

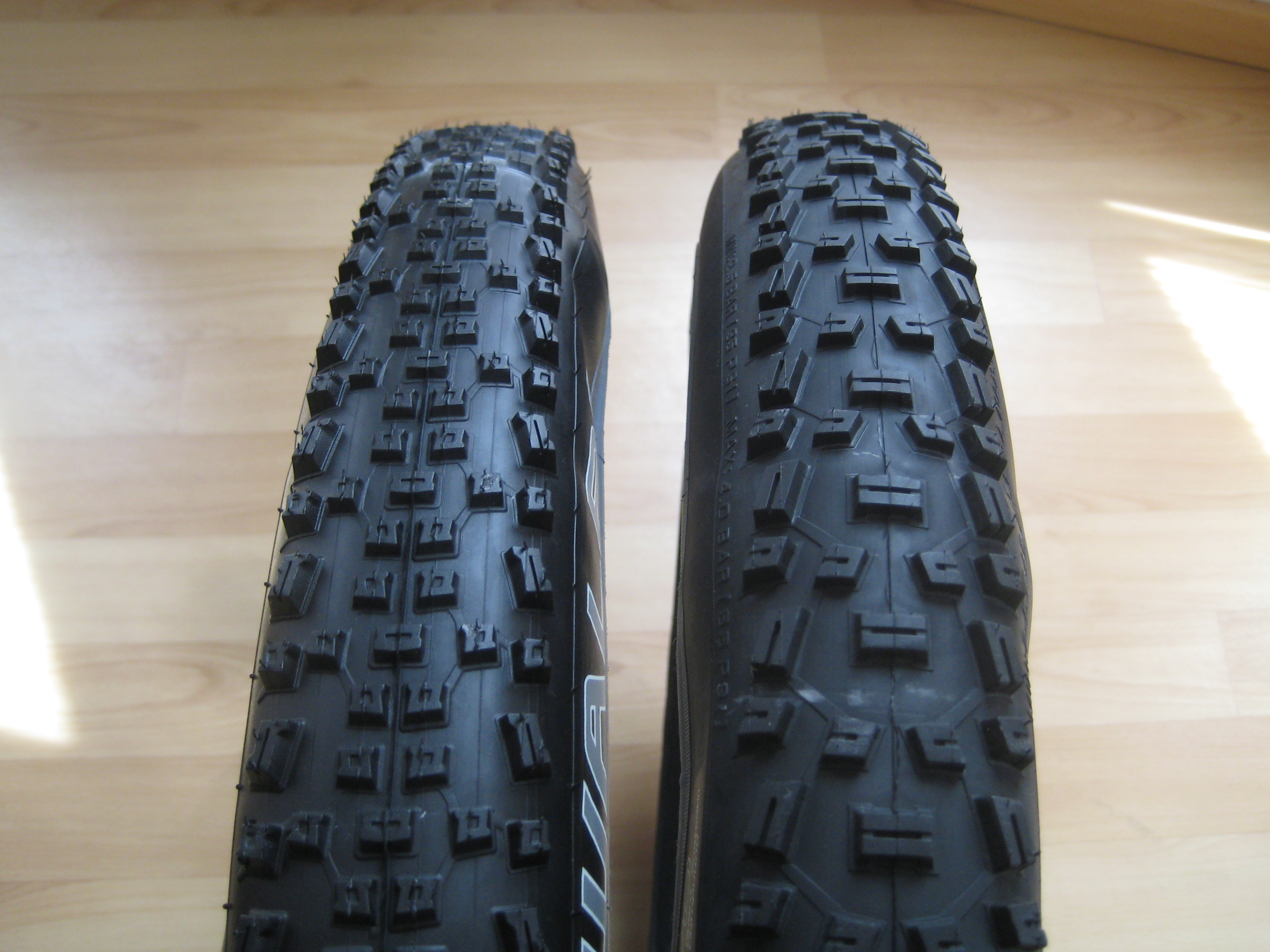
آج‌های یک تایر دندانه‌ای دوچرخه کوهستان

تایر بیراهه‌نوردی یا لاستیک آفرود (انگلیسی: Off-road tire)، دسته‌ای از لاستیک‌های خودرو هستند که از آج‌های عمیق برای ایجاد کشش بیشتر در سطوح ناهموار مانند خاک سست، گل، ماسه یا شن استفاده می‌کنند. در مقایسه با لاستیک‌های یخ یا برف، این لاستیک‌ها فاقد گل‌میخ هستند، اما دارای شیارهای عمیق‌تر و گسترده‌تری می‌باشند که به آج‌ها کمک می‌کند تا در سطوح گلی یا شنی فرو بروند.

## طراحی
تایرهای بیراهه‌نوردی معمولاً از نوع شعاعی با آج‌های ضخیم و عمیق هستند. در سطوح خاکی، لبه‌های باز آج‌ها به زمین نرم فرومی‌روند و کشش بیشتری نسبت به اصطکاک غلتشی ایجاد می‌کنند. این موضوع مشابه کششی است که توسط کفش‌های کوهنوردی ایجاد می‌شود. این لاستیک‌ها حداکثر چسبندگی و اصطلاحاً چنگ‌زنی را در سطوح سست ارائه می‌دهند، اما در سطوح آسفالته، سطح تماس کوچکتر آنها، کشش کمتری نسبت به لاستیک‌های خیابانی ایجاد می‌کند. لاستیک‌هایی با برآمدگی‌های کمتر (برآمدگی‌های کوچکتر و مقطع آج نزدیکتر به لاستیک‌های خیابانی) می‌توانند یک راه حل میانه ارائه دهند که باعث چنگ‌زنی کمتری به زمین در خارج از جاده می‌شوند، اما چنگ‌زنی نزدیک به لاستیک‌های خیابانی را در سطوح آسفالته دارند. چنین لاستیک‌هایی برای موتورسیکلت‌های اندورو و دو منظوره و سایر وسایل نقلیه‌ای که برای استفاده در بیراهه‌ها و هم در آسفالت طراحی شده‌اند، مفید هستند.
برخی از لاستیک‌های آفرود طوری طراحی شده‌اند که در مسیرهای سخت با باد کم استفاده شوند. این کار باعث می‌شود لاستیک نرم‌تر شده و آج‌ها بهتر با سطح زمین هماهنگ شوند. در نتیجه، لاستیک در شرایط مختلف عملکرد بهتری خواهد داشت. اما اگر لاستیک‌های تیوبلس (بدون تیوب) با فشار باد کم استفاده شوند، ممکن است از رینگ جدا شوند. برای جلوگیری از این مشکل، می‌توان از قفل رینگ (beadlock) استفاده کرد.

## استفاده در دوچرخه، موتورسیکلت و چهارچرخ
لاستیک‌های بیراهه‌نوردی دوچرخه و موتور که به آنها دندانه‌دار یا گُل‌درشت (knobby) هم می‌گویند، در موتورهای کراس، موتورسواری اندرو، خودروهای همه‌جارو و دوچرخه‌های کوهستان استفاده می‌شوند. این لاستیک‌ها در وسایل نقلیه تک‌چرخ، طوری طراحی شده‌اند که بعضی از آج‌ها فقط هنگام پیچیدن با زمین تماس پیدا می‌کنند.
در آمریکا، بعضی از لاستیک‌های آفرود توسط وزارت ترابری ایالات متحده (DOT) تأیید شده‌اند و می‌توان از آنها در خیابان هم استفاده کرد. این لاستیک‌ها کد DOT دارند. لاستیک‌هایی که تأیید نشده‌اند، معمولاً برچسب «فقط برای موتورکراس» یا «برای استفاده در بزرگراه مناسب نیست» دارند. لاستیک‌های آج‌دار خیابانی به دلیل سر و صدای زیاد، لرزش و زود ساییده شدن، برای مسافت‌های طولانی در جاده‌های آسفالت مناسب نیستند.

## همه‌منظوره
برخی از لاستیک‌های بیراهه‌نوردی، همه‌منظوره (All-Terrain) طراحی می‌شوند؛ یعنی می‌توان هم در جاده‌های ناهموار و هم در جاده‌های معمولی از آنها استفاده کرد. این لاستیک‌ها سعی می‌کنند بین چسبندگی در مسیرهای ناهموار و ایمنی و راحتی در جاده‌های آسفالت تعادل ایجاد کنند. بعضی از تایرهای قدیمی‌تر این کار را با طراحی آج‌های جداگانه برای جاده و بیراهه انجام می‌دادند. اما لاستیک‌های همه‌منظوره امروزی معمولاً با ترکیب طرح‌های مختلف آج و استفاده از مواد سخت‌تر، عمر طولانی‌تری در شرایط مختلف دارند.
لاستیک‌های همه‌منظوره برای توانایی‌شان در عبور از مسیرهای مختلف معروف هستند. آنها با داشتن شیارها و کانال‌هایی که فشار وزن را به‌طور مساوی پخش می‌کنند، چسبندگی بهتری ایجاد می‌کنند. این ویژگی، لاستیک‌های همه‌منظوره را برای رانندگی در مسیرهای بیراهه، برف و یخ، ماسه و دیگر سطوح نرم ایده‌آل می‌کند. همچنین، این لاستیک‌ها به خاطر دوام بالا و عمر طولانی‌شان محبوب هستند.
برخی از ویژگی‌های اصلی تایرهای همه‌منظوره (ATTs):
- عمیق‌ترین آج
- الگوی چندسطحی تهاجمی
- لایه ضربه‌گیر
- ناحیه خالی بزرگ
- طراحی آج
- کشش برف و یخ

## برای انتخاب تایر آفرود مناسب به چه نکاتی باید دقت کرد؟
انتخاب لاستیک مناسب برای آفرود تأثیر زیادی بر عملکرد خودرو در مسیرهای ناهموار دارد. در هنگام خرید و استفاده از لاستیک آفرود باید به نکات زیر دقت کنید:
- نوع لاستیک آفرود(مخصوص صخره، گل یا شن)
- اندازه و نسبت ارتفاع به عرض (موثر روی نرم حرکت و توانایی جذل ضربه)
- ساختار لاستیک(رادیال یا بایاس)
- الگوی عاج

با در نظر گرفتن همه این موارد، می‌توانید لاستیکی را انتخاب کنید که در ماجراجویی بیراهه‌نوردی، همواره پشتیبان وسیله نقلیه شما باشد. 